# Gærum Kirke
Gærum Kirke är en kyrka som ligger i sydvästra delen av samhället Gærum i Frederikshavns kommun.

## Kyrkobyggnaden
Kyrkan består av långhus med ett smalare rakt kor i öster och ett brett torn i väster. Vid långhusets norra sida finns ett vidbyggt vapenhus.
Ursprungliga kyrkan bestående av kor och långhus uppfördes på medeltiden, dock inte senare än 1200-talet.
Vapenhuset uppfördes 1863. Kyrktornets nedre del uppfördes under sengotisk tid, medan överdelen med pyramidtak tillkom åren 1956-1957.

## Inventarier
- Dopfunten av granit är utförd i romansk stil. Tillhörande dopfat av mässing är från 1500-talet.
- Predikstolen i högrenässans har det utskurna årtalet 1592. Ljudtak saknas.
- Altartavlan är ett renässansarbete som bär det påmålade årtalet 1602.
- Kyrkklockan är från andra hälften av 1100-talet och saknar inskrift.
- Orgeln med sex stämmor kom på plats 1941 och är byggd av Jydsk Orgelbyggeri.
- Vid en restaurering 1956 tillkom nuvarande kyrkbänkar.